# III Rada Narodowa Rzeczypospolitej Polskiej
III Rada Narodowa Rzeczypospolitej Polskiej – powołana została w dniach 3 i 31 maja 1949 r.. Pierwsze posiedzenie Rady odbyło się 6 czerwca 1949 r. Skład Rady został uzupełniony w dniach 27 października 1950 r. i 5 marca 1951 r. Kadencja Rady upłynęła w dniu 5 czerwca 1951 r.

## Członkowie III Rady Narodowej Rzeczypospolitej Polskiej
| Lp | Nazwisko                     | Uwagi                      |
| -- | ---------------------------- | -------------------------- |
| 1  | Jan Brandys                  |                            |
| 2  | Jerzy Dąbrowski              |                            |
| 3  | Bogumił Domański             |                            |
| 4  | Władysław Donigiewicz        |                            |
| 5  | Tadeusz Drzewicki            |                            |
| 6  | Władysław Fierle             |                            |
| 7  | Tytus Filipowicz             |                            |
| 8  | Mieczysław Giergielewicz     |                            |
| 9  | Michał Grażyński             |                            |
| 10 | Jerzy Hryniewski             | do 25 września 1950 r.     |
| 11 | Marian Januszajtis-Żegota    |                            |
| 12 | Stanisław Jóźwiak            |                            |
| 13 | Jan Kazimierski              |                            |
| 14 | Franciszek Krakowski         |                            |
| 15 | Jerzy Kuncewicz              |                            |
| 16 | Juliusz Łukasiewicz          |                            |
| 17 | Stanisław Mackiewicz         |                            |
| 18 | Antoni Malatyński            |                            |
| 19 | Alfred Marski                |                            |
| 20 | Herc Melcer                  |                            |
| 21 | Bronisław Michalski          |                            |
| 22 | Stanisław Mikiciuk           |                            |
| 23 | Stanisław Misiakowski        |                            |
| 24 | Stanisław Dołęga-Modrzewski  |                            |
| 25 | Tadeusz Morgensztern-Podjazd |                            |
| 26 | Antoni Nowak-Opel            |                            |
| 27 | Zygmunt Nowakowski           |                            |
| 28 | Kazimierz Okulicz            |                            |
| 29 | Stanisław Józef Paprocki     |                            |
| 30 | Zygmunt Podhorski            |                            |
| 31 | Bohdan Podoski               |                            |
| 32 | Adam Pragier                 |                            |
| 33 | abp Sawa                     | zmarł 21 maja 1951 r.      |
| 34 | Franciszek Skowyra           |                            |
| 35 | Stanisław Sopicki            | do 25 września 1950 r.     |
| 36 | Zygmunt Szadkowski           |                            |
| 37 | Stanisław Ścigalski          |                            |
| 38 | Emil Tuczapski               |                            |
| 39 | Stefan Tyszkiewicz           |                            |
| 40 | Karol Ziemski                |                            |
| 41 | Władysław Bałda              | od 27 października 1950 r. |
| 42 | Jadwiga Dobrucka             | od 27 października 1950 r. |
| 43 | Tadeusz Baykowski            | od 5 marca 1951 r.         |
| 44 | Zygmunt Dygat                | od 5 marca 1951 r.         |
| 45 | Wincenty Kostek-Halska       | od 5 marca 1951 r.         |
| 46 | Krystyn Ostrowski            | od 5 marca 1951 r.         |
| 47 | Zbigniew Ratwiński           | od 5 marca 1951 r.         |
| 48 | Kazimierz Sawicki            | od 5 marca 1951 r.         |
| 49 | Leon Woronowicz              | od 5 marca 1951 r.         |